# Оградна
Оградна е село в Южна България. То се намира в община Неделино, област Смолян.

## География
Село Оградна е разположено в Средните Родопи, район с надморска височина 682 m. Площ на селото е 5.27 km2, населението на Оградна е 168 жители (към 15 септември 2014 г.) Близо до Оградна са разположени следните населени места: Еньовче, Жълтуша, Галище, Буково. Териториално селото е разделено на няколко махали: Юрунска махала, Горна махала, Долна махала, Длега поляна, Куба, Карабовска махала, Ръйска падина, Синаповска падина.

## История
Едно от първите светски училища е открито именно в село Оградна. Всеизвестен факт е и множеството учители практикували в село Оградна от други краища на страната между които и Георги Хайтов.

## Културни и природни забележителности
Землището на селото притежава забележителна природна флора и фауна. Животински видове, които могат да се видят, са: диво прасе, елен, див заек, таралеж, костенурка, някои видове птици, между които: сокол, орел, сойка, кукувица, врана, гарван, лястовица, синигер и др. От семейството на влечугите има интересни видове като: отровните усойница и пепелянка, и множество неотровни змии. Околностите на село Оградна са богати и на флора: дъбови, букови, борови, смърчови и смесени гори, много билки и гъби.

## Редовни събития
Ежегодно в Оградна се прави общоселски курбан.

## Кухня
Кухнята е типично родопска: клин (картофена баница), качамак, бобени ястия, чеверме, ястия с диворастящи гъби, туршии, кашник, пастама и др.